# 녹턴, Op. 37 (쇼팽)

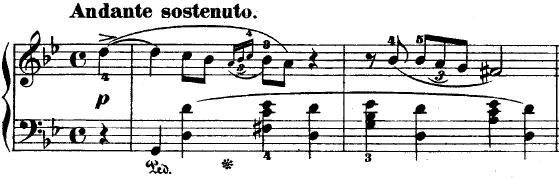
Opus 37 No. 1의 오프닝 바.

녹턴, Op. 37은 1840년 프레데리크 쇼팽이 작곡하고 출판한 피아노 독주를 위한 두 개의 녹턴이다. 녹턴 G장조 Op. 37, 2번은 1839년 마요르카섬에서 조르주 상드와 함께 머물던 시기에 작곡되었다. 특이하게도 두 작품 모두 헌정을 담고 있지 않다.
로베르트 슈만은 그것들이 "시적 이상성이 더 투명하게 빛나는 고귀한 종류의 것"이라고 논평했다. 슈만은 또한 "두 개의 녹턴은 장식의 단순함과 고요한 우아함을 통해 그의 이전 녹턴과 다르다."라고 말했다.

## G단조, Op. 37 No. 1
G단조 의 녹턴은 처음에 안단테 소스테누토 로 표시되며 4/4 미터이다. 소절 41에서 키는 E 플랫 장조로 변경되고 소절 67에서는 G 단조로 돌아간다.

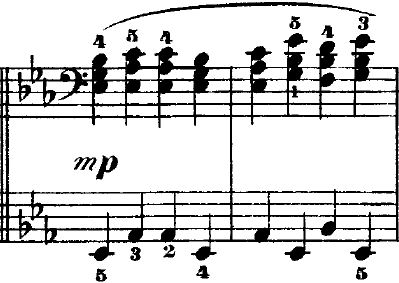
Opus 37 No. 1의 코랄과 같은 중간 부분.

## G장조, Op. 37 No. 2

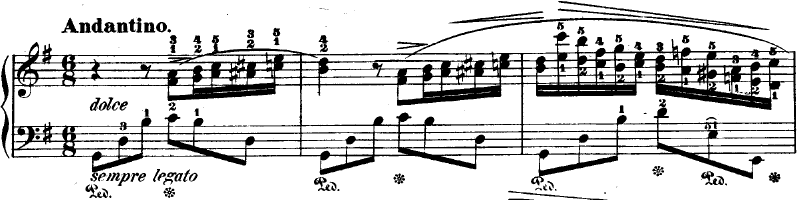
Opus 37 No. 2의 오프닝 바

G 장조 의 녹턴은 처음에 안단티노 로 표시되며 6/8 박자이며 나머지 139 소절에 대해 그대로 유지된다. 이 작품은 A-B-A-B-A 구조로 쇼팽의 야상곡으로는 다소 이례적이다. 3도와 6도의 멜로디는 유사하게 특이하며, 다른 모든 쇼팽의 야상곡은 단성 멜로디로 시작한다.